# Löbschütz (Kahla)
Löbschütz  ist der östlich der Saale gelegene Teil der Stadt Kahla im Saale-Holzland-Kreis in Thüringen.

## Geografie
Löbschütz liegt direkt am östlichen Ufer der Saale bis in die mittleren Hanglagen. Weiter oben steht hinter dem Pfaffenberg die Leuchtenburg. Durch den Teil der Stadt führen zwei Landesstraßen, die L 1110 Richtung Neustadt an der Orla und die L 1062 Richtung Stadtroda. Beide Landesstraßen tangieren die Bundesstraße 88. Bevor man sie erreicht, ist die Saalbahn und die Saalebrücke zu passieren.

## Geschichte
Bereits im Jungpaläolithikum finden sich die ersten Siedlungsspuren auf dem Gebiet des heutigen Löbschütz. Seit mindestens 60 Jahren ist das aus knapp 14000 Silexartefakten bestehende Oberflächenmaterial von Kahla-Löbschütz Bestandteil der Diskussion des mitteldeutschen Magdaléniens. 
Am 8. Mai 1293 wurde dieser Stadtteil als Dorf urkundlich erstmals erwähnt. Die Eingemeindung des Ortes in die Stadt Kahla fand 1922 statt. Die Ortslage ist nach der Eingemeindung mit dem Stadtgebiet Kahlas verschmolzen. Heute gibt es im Ort Pensionen, eine Konditorei, eine Förderschule und andere Einrichtungen.

## Sehenswürdigkeiten
- Dorfkirche Löbschütz